# Plessix-Balisson
Plessix-Balisson is een plaats en voormalige gemeente in het Franse departement Côtes-d'Armor, in de regio Bretagne. De plaats maakt deel uit van het arrondissement Dinan.

## Geschiedenis
Plessix-Balisson is op 1 januari 2017 gefuseerd met de gemeenten Ploubalay en Trégon tot de gemeente Beaussais-sur-Mer. 

## Geografie
De oppervlakte van Plessix-Balisson bedraagt 0,1 km².
De onderstaande kaart toont de ligging van Plessix-Balisson met de belangrijkste infrastructuur en aangrenzende gemeenten.

## Demografie
Onderstaande figuur toont het verloop van het inwonertal.